# ارمسترونغ ويتوورث أتالانتا
ارمسترونغ ويتوورث أتالانتا (بالإنجليزية: Armstrong Whitworth Atalanta)‏ هي طائرة ركاب، بأربعة محركات، وبسعة تسعة ركاب. أنتجت في بريطانيا. من صناعة ارمسترونغ ويتوورث للطائرات. كانت تستخدم بشكل أساسي من قبل الخطوط الجوية الإمبراطورية. كان أول طيران لها في 5 يونيو 1932. دخلت الخدمة في 1933، انتهت خدمتها في 1942.

## المستخدمون
- الخطوط الجوية الإمبراطورية
- سلاح الجو الملكي
- القوات الجوية الهندية